# جيمس هينيسي
جيمس هينيسي هو فارس ‏ وشخصية أعمال وسياسي فرنسي، ولد في 26 يوليو 1867 في Cherves-Richemont ‏ في فرنسا، وتوفي في 16 مايو 1945 في باريس في فرنسا.

## مناصب
- انتخب رئيس general council of Charente  [لغات أخرى]‏ (1928 – 1940).
- انتخب conseiller général de la Charente ‏ (1895 – 1940).
- انتخب  (9 يناير 1921 – 16 مايو 1945).
- انتخب  (8 يوليو 1906 – 9 يناير 1921).

## وصلات خارجية
- جيمس هينيسي على موقع أوليمبيديا (الإنجليزية)